# Cruz Roja Española

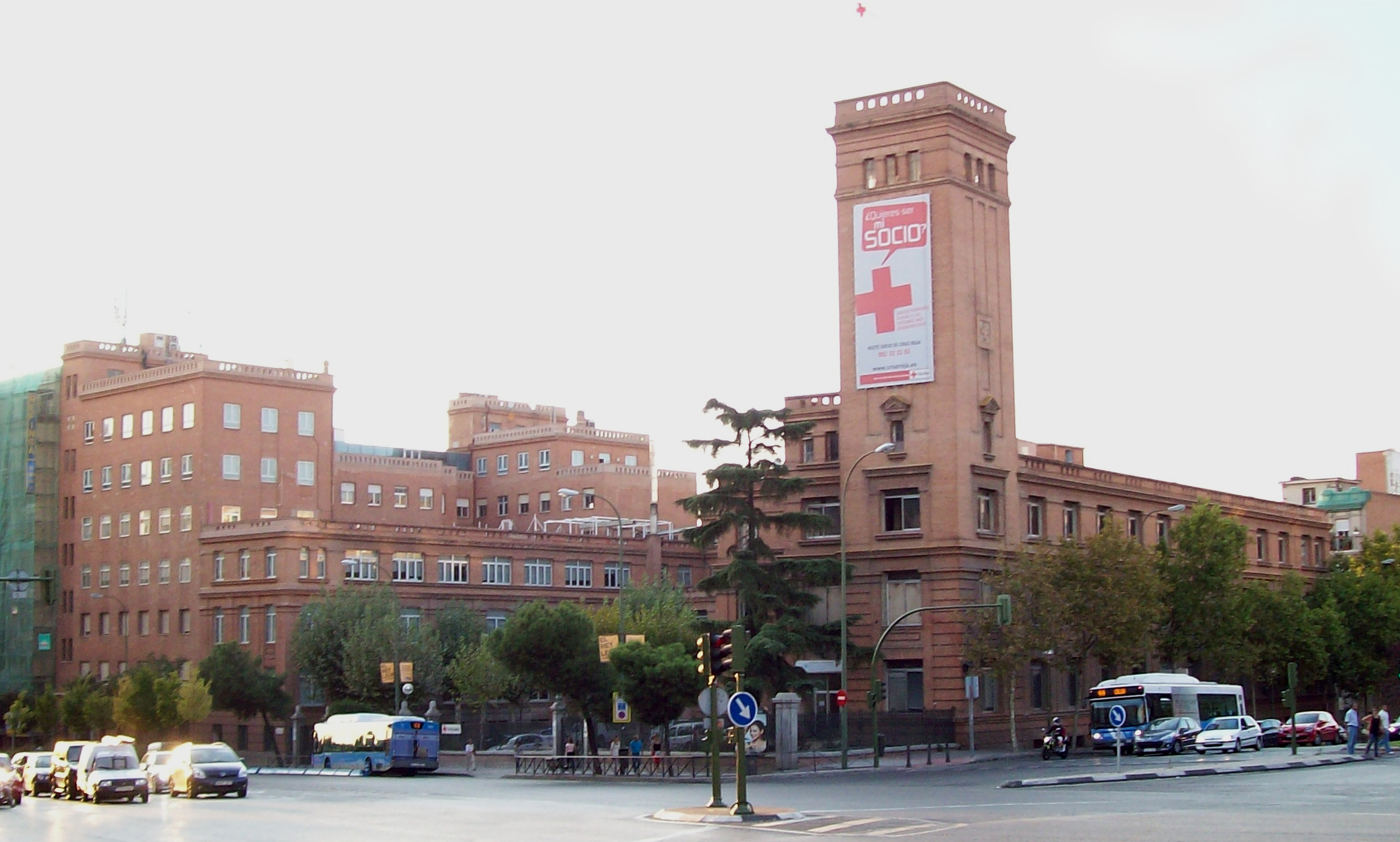
Der Hauptsitz des Spanischen Roten Kreuzes in Madrid

Das Cruz Roja Española  CRE (deutsch Spanisches Rote Kreuz) ist nach den Genfer Abkommen von 1949 die Nationale Rotkreuz-Gesellschaft in Spanien und als solches Teil der Internationalen Rotkreuz- und Rothalbmond-Bewegung inklusive der Anerkennung ihrer sieben Grundsätze. Der Sitz ist in der Hauptstadt Madrid.

## Geschichte
Henry Dunant selbst schrieb an den Orden des Heiligen Johannes von Jerusalem und lud ihn nach Genf ein, sich an dem Plan zu beteiligen, in der ganzen Welt Hilfsgesellschaften zu gründen, um den Verwundeten auf dem Schlachtfeld zu helfen. Zwei Persönlichkeiten waren ausschlaggebend für die Gründung der spanischen Vertretung. Der aus Navarra stammende Militärarzt Nicasio Landa und der valencianische Aristokrat und Philanthrop Joaquín Argulló reisten 1863 nach Genf zur ersten Internationalen Konferenz, auf der mit 13 weiteren Staaten das Internationale Komitee der Hilfsgesellschaften für die Verwundetenpflege gegründet wurde.
Am 6. Juli 1864 wurde das Spanische Rote Kreuz durch einen königlichen Erlass von Königin Isabella II. gegründet.
Am 22. August 1864 unterzeichnete Spanien die Erste Genfer Konvention, in dem es sich zusammen mit 11 anderen Ländern verpflichtete, verwundete Soldaten sowie die zu ihrer Versorgung im Krieg eingesetzten Personen und Geräte zu schützen und zu bewahren.

## Organisation
Das Spanische Rote Kreuz hat eine föderale Struktur.
Es setzt sich aus
- Orts-, Kreis- und Inselgruppen,
- Provinz Komitees,
- Autonomen Komitees,
- einem Zentralbüro (auf nationaler Ebene) zusammen.